# 提字器

示意图:(1) 摄像机(2)罩子(3) 显示器(4) 透明玻璃或分光镜(5) 人眼的视线 (6) 顯示器畫面

| (1) 摄像机     | (2)罩子              |
| (3) 显示器     | (4) 透明玻璃或分光镜 |
| (5) 人眼的视线 | (6) 顯示器畫面       |

提詞機（英語：teleprompter; telescript），是为演讲者在演讲时显示講稿内容的设备。提詞機和大字報类似。通常提詞機會放在攝影機镜头的前下方，中間有一片透明玻璃或专门的分光镜反射給演讲者。從演讲者方向來的光線穿过玻璃進入镜头，镜头周圍的罩子和玻璃背面防止不必要的光线反射进入镜头。從機械角度來看，這種方式與佩珀尔幻象的形成方式類似。
使用提詞機時，由於演讲者不需要低頭看讲稿，能一直看著摄像机，使得演讲者看起来像是背下了讲稿或是即兴演讲。相比之下，大字報永远需要被放在遠離镜头轴线的位置，使得演讲者在看摄像机旁边的某一个点，让人觉得他心不在焉。
1952年，在美國政治辯論會，主持人與發言人第一次使用了機械式紙捲提詞機；1964年，提詞機變成了位於講台兩側的玻璃形態，被電視節目主持人與各辯論會使用；1982年，開始用電腦控制捲動；1996年四提示系統：提詞機、大字報再加上場外的大型信心螢幕（通常位於舞台前面）與講台內嵌顯示器使用於美國的辯論會；2006年， 英國政治會議上的玻璃提詞機由大型場外信心螢幕取代。
TelePrompTer的名稱起源於1950年代發明提詞機的公司：TelePrompTer公司對此機器的商業名稱。現在Teleprompter成為了一個通用商標。英國提詞機製造商Autocue也發現他們的商標被大英國協與一些歐洲國家當作通用商標使用。

## 歷史

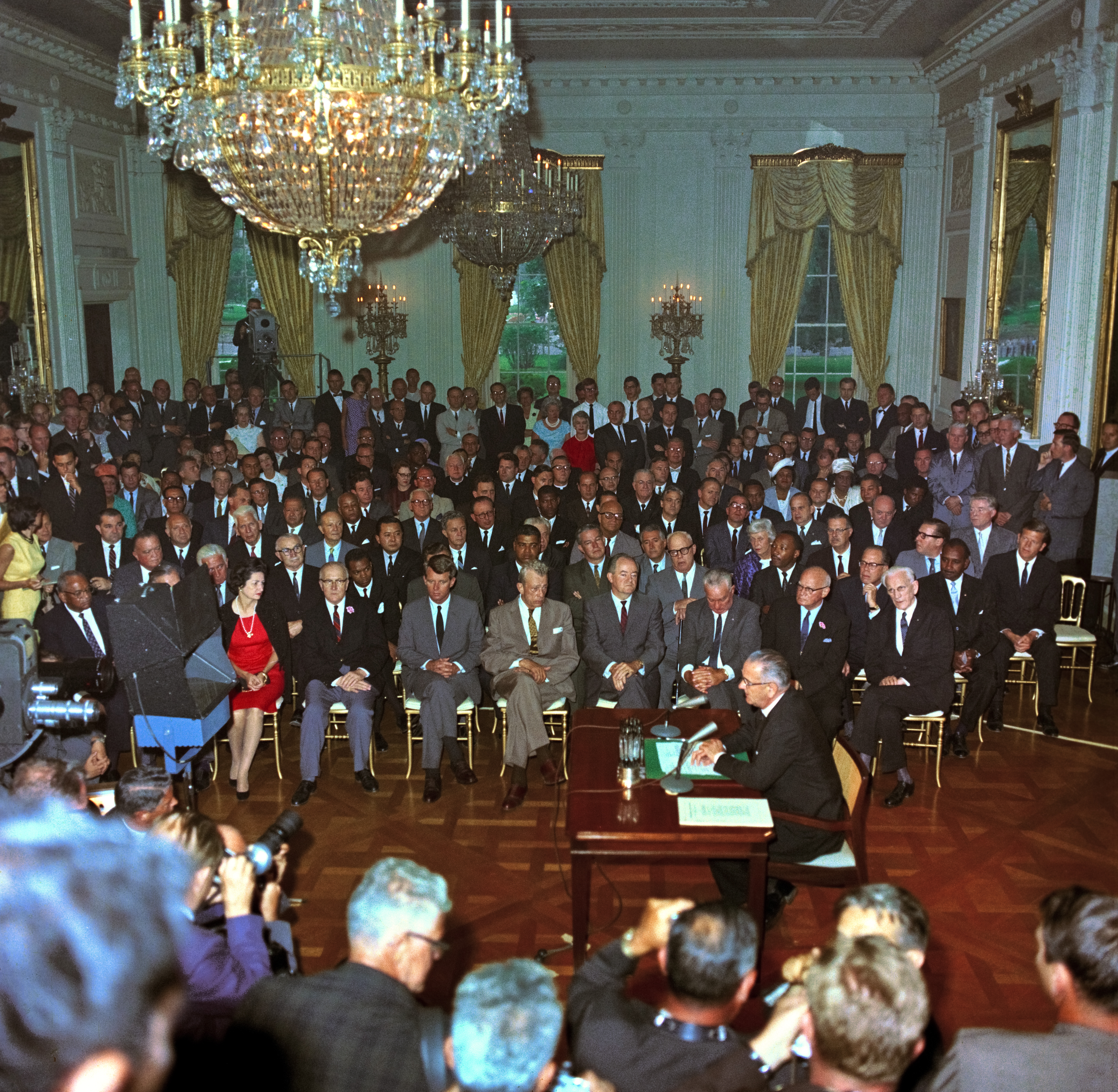
美國前總統林登·约翰逊發表1964年民權法案時，使用了提詞機。

1950年代，小佛雷德·巴頓（Fred Barton, Jr.）、休伯特·施拉夫利（Hubert Schlafly）與歐文·柏林·卡恩（Irving Berlin Kahn）創立了TelePrompTer公司。巴頓提出提詞機的概念，認為提詞機可以幫助電視上的演講者在短時間內記住大量資訊。施拉夫利在1950年製造了第一台提詞機，這台提詞機是一個簡單的機械，放置在攝影機旁，由隱藏的技術人員操作。紙捲上有台特別設計的電動打字機，在演講者讀過後往後推進，這台機器租借一小時要花費當時的30美金。1952年，美國前總統赫伯特·胡佛在當年芝加哥舉辦的共和黨全國大會使用了施拉夫利設計的提詞機。而當時的麻塞諸塞州長保羅·A·德佛（Paul A. Dever）也在當年芝加哥的民主黨全國大會上使用了提詞機，節目技術人員會在會議的聽講席，手持長桿，上方有提詞機。然而胡佛使用的提詞機更小並且可放在主席台上。機械式的提詞機一直持續使用到了1992年。
1954年，德懷特·艾森豪是第一個在國情咨文上使用提詞機的總統。
參與創作《我愛露西》前五年的首席作家兼製作人傑絲·奧本海默（Jess Oppenheimer）研發了第一款鏡頭內的提詞機並擁有在美國的專利權。這套系統使用鏡子將文本反射到攝影機鏡頭前的一片玻璃上，使得使用者可以直視鏡頭。露西尔·鲍尔與德西·阿南茲（Desi Arnaz）在1953年第一次使用此種提詞機來閱讀商業廣告。這方法很快地變成電視新聞的主要作法，也成為現今主要的提詞機系統。

1982年，第一台透過電腦控制的提詞機：Compu=Prompt誕生。由考特尼·M·古丁（ Courtney M. Goodin）與勞倫斯·B·阿布拉姆斯（Laurence B. Abrams）研發並銷售。自定義的軟體與特別設計過的攝影機由雅達利800個人電腦運行，並可以透過硬體順暢地捲動。他們的公司後來成為了現在的ProPrompt公司，仍然持續提供提詞機相關的服務。其他以紙捲為主的提詞機公司如Electronic Script Prompting、QTV與Telescript在其電腦有了足夠的圖形運算能力能夠順暢捲動文本時，開始研發自家的軟體，追隨Compu=Prompt的腳步。2010年1月，Compu=Prompt因成為「電子提詞機的先驅」而獲得技術與工程艾美獎。

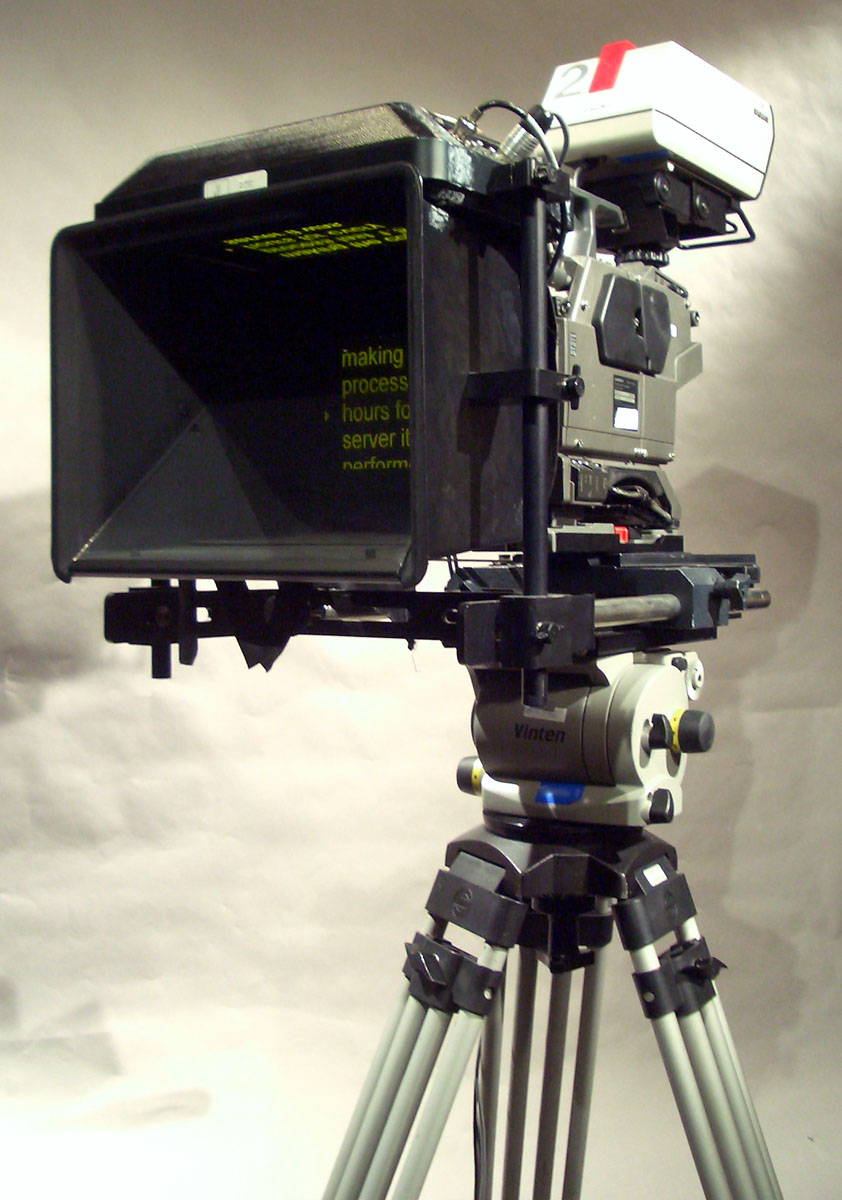
正在顯示文字的提詞機

## 現今設計

### 電視

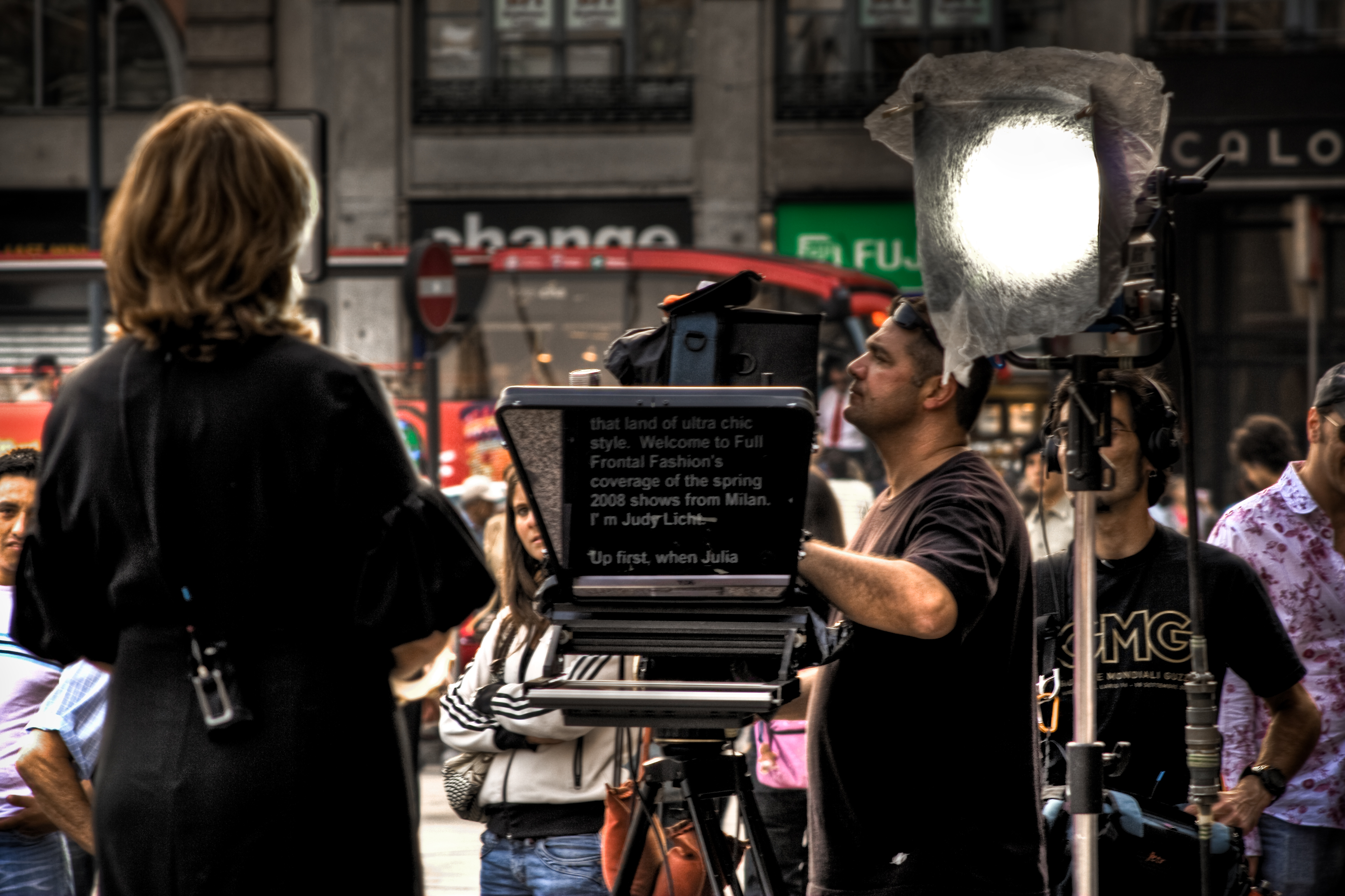
提詞機

新聞節目使用的提詞機透過電腦連接到每台攝影機上的顯示器，在某些特定的系統，電腦連結至不同的顯示裝置來使安裝、接線與裝置間的距離更有彈性。顯示器通常是黑白配色，並且捲動方向相反以補正鏡子反射。附設的外部设备上有旋鈕可以調整文本捲動速率，甚至反向捲動。文本通常是黑底白字以便閱讀，而提示則相反（白底黑字）。艱澀的字如國外人名，或是在指九一一袭击事件（以nine-eleven發音）時避免說成9-1-1（緊急電話），通常會用拼音表示。
隨著便宜的提詞軟體或是建立在網頁上的簡易提詞機程序，不同領域的使用者開始使用提詞機來進行布道、演講或是高品質的錄音。相較於更先進的同類產品，這些簡易提詞機可以運作在個人電腦、筆記型電腦或平板電腦，讓演講者能夠控制演講的速率與流程。這些提詞機也常被組織或學校用於新手，給予他們預先寫好的講稿，這時提詞機通常會被稱作「個人提詞機」。

### 總統（玻璃）提詞機

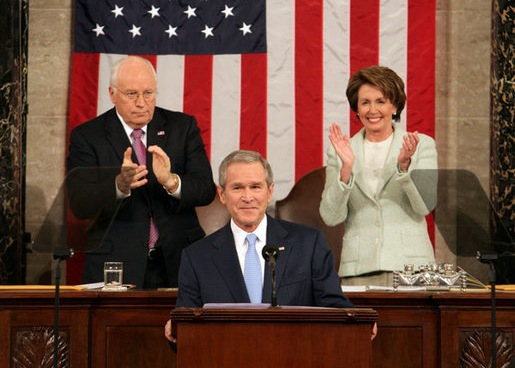
玻璃提詞機位於小布希旁邊。

1964年，民主黨全國大會與共和黨全國大會和時任美國司法部長的羅伯特·F·甘迺迪演講時都使用這種玻璃提詞機。
玻璃提詞機與電視節目中使用的提詞機行為類似。通常，演講者兩側的支架頂部有塊單向鏡，其鏡面呈現45度，反射位於地板上顯示器的鏡像文本。演講者看得到鏡子中反射的文本，而聽眾只能看到兩側像有色玻璃的東西。

### 信心螢幕

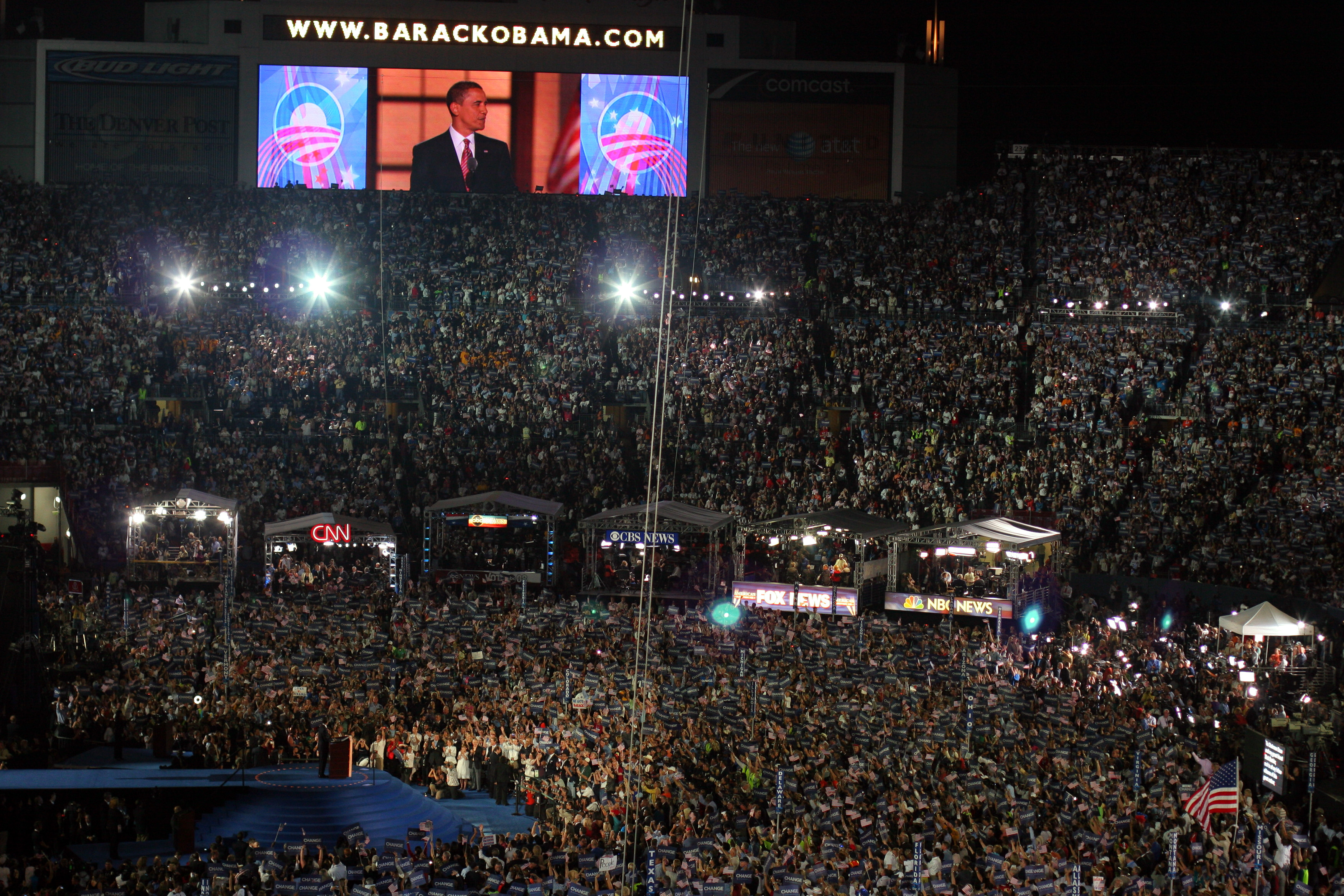
2008年民主黨全國大會舉辦於科羅拉多州丹佛的哩高球場。圖片右下角有一台大型信心螢幕位於三台攝影機下方，而講台兩側各有一台玻璃提詞機。

1996年，伊利諾州芝加哥聯合中心舉行的民主黨全國代表大會上，演講台的左、中、右使用了三個提詞機（講稿旁邊內嵌第四個提詞機螢幕），而不是傳統的雙提詞系統。後來民主黨與共和黨在大會上都使用這樣的配置：兩台玻璃提詞機在演講者左右兩側，令其產生看著廳內觀眾的錯覺；位於中間的第三台提詞機比其他兩台大的多，通常稱作信心螢幕（confidence monitor），設置在實況轉播用的攝影機下方，而轉播攝影機也設置在離講台一段距離的特製攝影機架上。中間的提詞機使演講者能產生直視攝影機的假象，進而讓觀看轉播的觀眾感覺演講者在直視著他們。
2006年，在英國布林頓中心舉行的自由民主黨聯邦會議上也使用了三提詞系統，但此次中間的提詞機被移到場外，並獨立架設在杆上。根據自由民主黨前領導人孟席斯·坎貝爾的說法，使用提詞機需要能夠將目光從一個螢幕無縫地移動至另一個螢幕然後再回來。同樣也是自由民主黨前領導的尼克·克萊格也表示，為了幫助演講者更像是即興演講，會在會議廳中擺放三台大型信心螢幕，讓演講者可以離開講台到處走動。保守黨黨魁大衛·卡麥隆在他成功的演講上使用這種系統，在他離開講台時看似仍記得重要的部分，諷刺的是，克萊格將此作為攻擊手段。像這樣使用多個大型場外信心螢幕的話也就不用在講台上擺設玻璃提詞機，因而減少講台的雜亂感，也減少對演講者移動與視野的限制，這樣的缺點是必須提供這種大型提詞機才能讓演講者保持像是即興演講的假象。

## 外部連結
- 2010 Engineering & Technology Emmy Awards for Prompting